# ピート・ロバーツ
ピート・ロバーツ（Pete Roberts、1943年 - ）は、イギリスの元プロレスラー。ウェスト・ミッドランズ州バーミンガム出身。
前身は柔道家であり、欧州各地ではジュードー・ピート・ロバーツ（"Judo" Pete Roberts）のリングネームでも活動。技巧派の職人レスラーとして日本マットでも活躍した。

## 来歴
トニー・セント・クレアーの父親であるフランシス・グレゴリーのトレーニングを受け、1960年代初頭に故郷のバーミンガムにてデビュー（かつての日本では、13歳でビリー・ライレー・ジムに入門し、1959年にデビューしたとされていた）。英国マット界の統括組織ジョイント・プロモーションズを活動拠点としつつ、中欧の旧西ドイツやオーストリアにも遠征して各地のトーナメントに参戦。1971年のハノーバー・トーナメントではレネ・ラサルテスやチャールズ・フェルフルストと対戦している。1973年10月14日にはベルリンでローラン・ボックと対戦し、時間切れ引き分けの戦績を残した。
1978年11月、ローラン・ボックがアントニオ猪木を招聘してプロモートした "Inoki Europa Tournee 1978（イノキ・ヨーロッパ・ツアー1978）" に参加。同月23日にはオランダのロッテルダムにて、ボックとの再戦も行われた。なお、ボックはロバーツについて、自分が出会ったレスラーの中で最高のテクニシャンの一人だったと評している。
英国では1980年1月24日、ロンドンのロイヤル・アルバート・ホールにてトニー・セント・クレアーと対戦。同年11月18日には地元ウェスト・ミッドランズのウルヴァーハンプトンにてマーク・ロコとも対戦した。1984年12月18日にはグレーター・ロンドンのクロイドンにおいて、マーティン・ジョーンズから世界ミッドヘビー級王座を奪取している。
1987年はジョイント・プロモーションズの対抗勢力だったオールスター・レスリングに登場して、デイブ・フィンレーやデイブ・テイラーと対戦。以降、キャリア晩年の1992年4月にウェスト・サセックスのバージェス・ヒルで行われたトーナメントに出場したが、決勝でパット・ローチに敗れ、優勝を逸した。

### 日本での活躍
1974年1月、カール・ゴッチのブッキングで新日本プロレスに初来日。その後も新日本の常連外国人選手となり、トニー・チャールズやジェフ・ポーツとの英国人タッグなどで活躍。1977年1月の来日では新日本マットに初登場したスタン・ハンセンと意気投合、以降ハンセンとは公私に渡り友人関係を築いた。新日本では藤波辰巳や初代タイガーマスクと好勝負を繰り広げ、1980年8月24日には田園コロシアムにて木村健吾のNWAインターナショナル・ジュニアヘビー級王座に挑戦した。
1984年11月、再びカール・ゴッチに請われ、シューティング路線を打ち出していた第1次UWFに登場。UWFには翌1985年5月にも来日し、藤原喜明らを相手にランカシャー・スタイルのレスリングを披露した。
1986年7月からは、親友スタン・ハンセンの仲介で全日本プロレスに参戦。渕正信の世界ジュニアヘビー級王座に3度挑戦し、2代目タイガーマスクやジャパンプロレスのヒロ斎藤とも好試合を展開。1993年7月の『サマー・アクション・シリーズ』への参戦が、選手としての最後の来日となった。その後は2001年1月28日、東京ドームで行われたハンセンの引退セレモニーに招待され、久々の来日を果たした。

## 得意技
- ローリング・バック・クラッチ・ホールド
- ヨーロピアン・アッパー・カット

## 獲得タイトル
- 世界ミッドヘビー級王座：1回[9]